# Mezinárodní aliance libertariánských stran
Mezinárodní aliance libertariánských stran (IALP, anglicky: International Alliance of Libertarian Parties) je celosvětová libertariánská politická organizace, sdružující libertariánské a další politické strany.

## Historie
První podnět k vzniku organizace byl vytvořen v červnu 2014 na libertaránské národní konferenci Libertariánské strany USA v Columbusu v Ohiu, kde byl bývalý předseda libertariánského národní výboru USA Geoff Neale jmenován do čela přípravného výboru na vytvoření globální aliance libertariánských stran. Organizace byla vytvořena 6. března 2015 se sídlem ve Švýcarsku.
Organizace také spolupracuje s dalšími libertariánskými organizacemi, jakou je organizace Interlibertarians nebo Evropská strana za svobodu jednotlivce.

## Členské strany
| Země                   | Strana                             |
| ---------------------- | ---------------------------------- |
| Austrálie              | Liberálně demokratická strana      |
| Belgie                 | Libertariánská strana              |
| Belgie                 | Lidová liga – Vlámští libertariáni |
| Česko                  | Svobodní                           |
| Francie                | Libertariánská strana              |
| Gruzie                 | Šiška                              |
| Itálie                 | Libertariánské hnutí               |
| Jižní Afrika           | Libertariánská strana Jižní Afriky |
| Kanada                 | Libertariánská strana Kanady       |
| Kolumbie               | Libertariánské hnutí               |
| Německo                | Strana rozumu                      |
| Nizozemsko             | Libertariánská strana              |
| Norsko                 | Liberalisté                        |
| Pobřeží slonoviny      | Svoboda a demokracie pro republiku |
| Polsko                 | Nová naděje                        |
| Portugalsko            | Libertariánská strana              |
| Rusko                  | Libertariánská strana Ruska        |
| Spojené království     | Libertariánská strana              |
| Spojené království     | Skotská libertariánská strana      |
| Spojené státy americké | Libertariánská strana              |
| Španělsko              | Libertariánská strana              |
| Švédsko                | Klasicky liberální strana          |
| Švýcarsko              | Libertariánská strana              |